# Rose Bank
Rose Bank ist ein Ort auf der Insel St. Vincent, die dem Staat St. Vincent und die Grenadinen angehört. Der Ort liegt an der Westküste der Insel und gehört zum Kirchspiel Saint David.
In den 1980ern lebten hier 250 Kariben.